# 植大駅
植大駅（うえだいえき）は、愛知県知多郡阿久比町大字植大にある名古屋鉄道河和線の駅。駅番号はKC09。

## 歴史
- 1931年（昭和6年）4月1日 - 知多鉄道の駅として開業。
- 1943年（昭和18年）2月1日 - 知多鉄道が名古屋鉄道に合併。
- 1952年（昭和27年）11月21日 - 都築紡績専用線開通[1]。
- 1968年（昭和43年）10月1日 - 都築紡績専用線（0.9 km）廃止[2]。
  - 10月16日 - 無人化[3]。
- 2007年（平成19年）
  - 2月20日 - 駅集中管理システム導入。
  - 3月14日 - トランパス導入。
- 2011年（平成23年）2月11日 - ICカード乗車券「manaca」供用開始。
- 2012年（平成24年）2月29日 - トランパス供用終了。

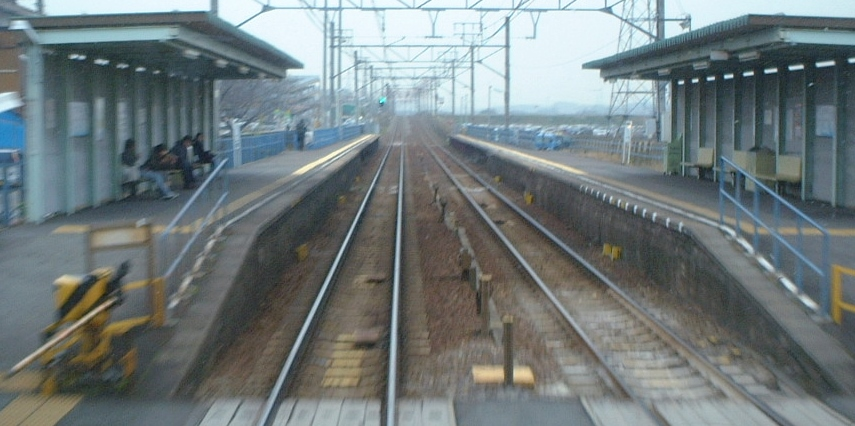
トランパス導入前の植大駅（2006年）

## 駅構造
6両編成対応の相対式2面2線ホームを有する地上駅。駅集中管理システム導入の無人駅。改札口は2番線ホームの知多半田寄りに1箇所あり、付近には自動券売機（新規manaca通勤定期乗車券及び継続manaca定期乗車券の購入にも対応しているが、7:00~22:00以外の時間帯は名鉄ミューズカードでの決済は不可能である）及び自動精算機（ICカードの積み増し等も可能）を1台ずつ備えている。なお、互いのホームは改札口付近にある構内踏切で行き来できる。

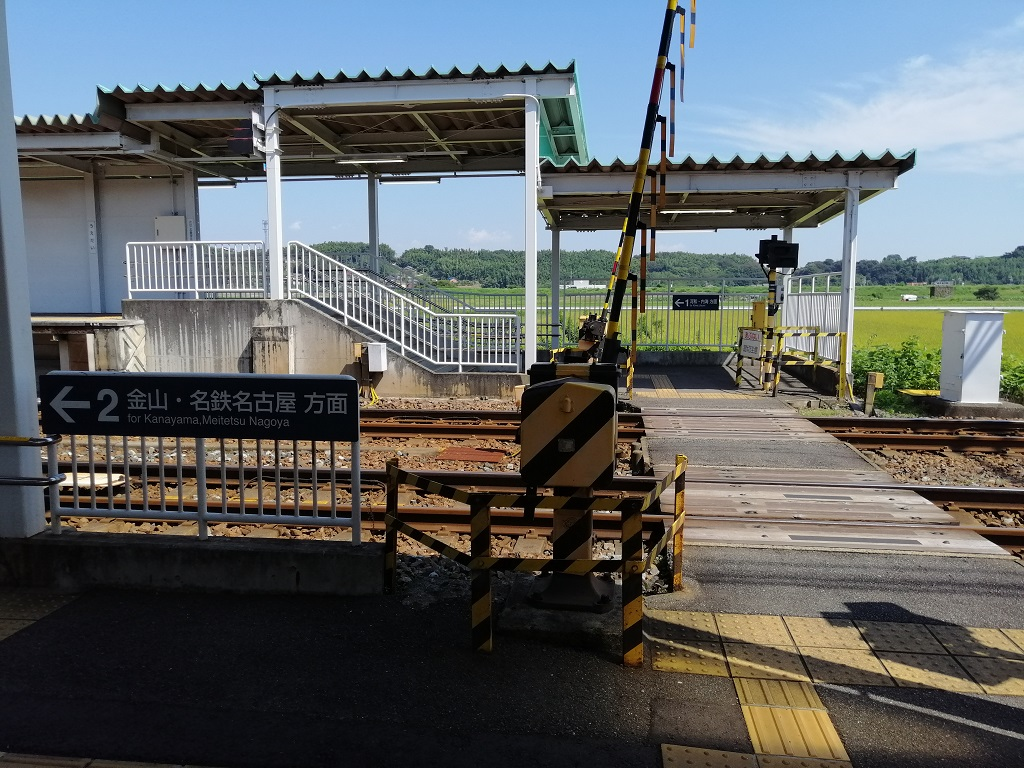
構内踏切
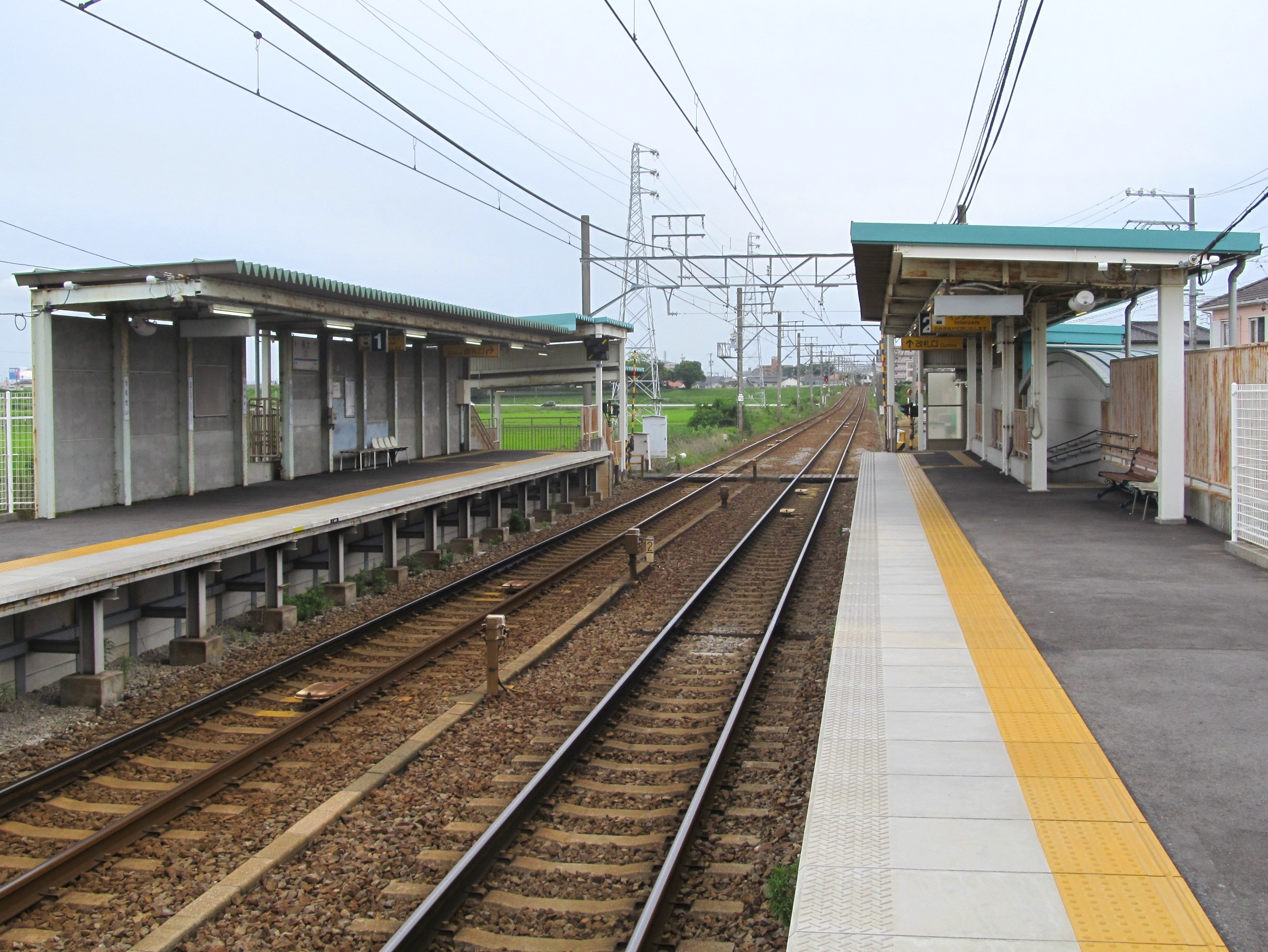
ホーム
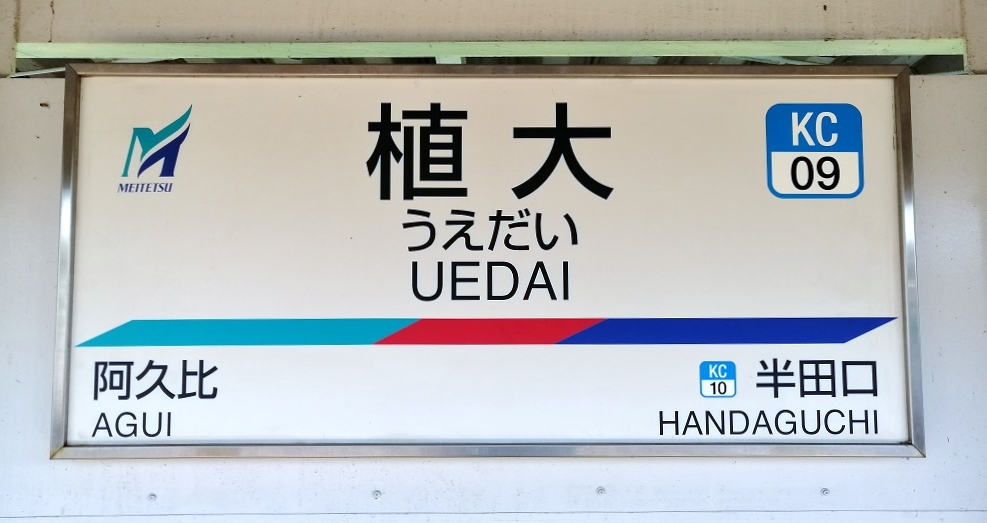
駅名標

### のりば
| 番線 | 路線      | 方向 | 行先                         |
| ---- | --------- | ---- | ---------------------------- |
| 1    | KC 河和線 | 下り | 河和・内海方面               |
| 2    | KC 河和線 | 上り | 太田川・金山・名鉄名古屋方面 |

### 配線図
| ← 太田川・ 名古屋方面 | 植大駅 構内配線略図 | → 知多半田・ 河和方面 |
| 凡例 出典:            |                     |                       |

## 利用状況
- 「移動等円滑化取組報告書」によれば、2020年度の1日平均乗降人員は1,206人である[7]。
- 『名鉄120年：近20年のあゆみ』によると2013年度当時の1日平均乗降人員は1,258人であり、この値は名鉄全駅（275駅）中208位、河和線・知多新線（24駅）中16位であった[8]。
- 『名古屋鉄道百年史』によると1992年度当時の1日平均乗降人員は638人であり、この値は岐阜市内線均一運賃区間内各駅（岐阜市内線・田神線・美濃町線徹明町駅 - 琴塚駅間）を除く名鉄全駅（342駅）中261位、河和線・知多新線（26駅）中20位であった[9]。
- 阿久比町の統計によると2019年度の1日平均の乗車人員は741人である[10]。

## 駅周辺
- 阿久比町立南部小学校
- アピタ阿久比店（隣接）
  - ユナイテッド・シネマ阿久比

## 隣の駅
名古屋鉄道
KC 河和線
■特急・□快速急行・■急行・■準急
通過
■普通
阿久比駅 (KC08)  - 植大駅 (KC09) - 半田口駅 (KC10)
かつては阿久比駅 - 当駅間に椋岡駅が存在した。